# Пісоцький Микола Антонович
Микола Антонович Пісоцький (нар. 1909, місто Петроград, нині Санкт-Петербург — пом. після 1985) — військовик, учасник Німецько-радянської війни, капітан. Учасник носівського партизанського загону «За Батьківщину». Нагороджений орденами.

## Життєпис
Капітан 254-го зенітного полку, що обороняв Київ у 1941 році. Потрапивши у полон втік із концтабору і спробував перейти через лінію фронту, але був змушений повернутись до Києва. Працював на Дарницькому фанерному заводі, де разом з Пєтуховим З. Д. керував підпільною групою.
5 березня 1943 року разом з невеликою групою дарничан ввійшов до складу носівського партизанського загону.
В полку М. Симоненка командував взводом підривників, знімав з підбитих танків гармати і, таким чином, створив партизанську артилерію. Під його командуванням партизани знищили фашистський бронепоїзд «Адольф Гітлер» і пустили під укіс 17 ворожих ешелонів. За його голову німці обіцяли 40000 марок і 40 гектарів землі.
При форсуванні Дніпра батальйон Пісоцького, окремо від інших партизанських сил, під безперервним бомбардуванням, 4 дні утримував плацдарм на правому березі Дніпра, аж до підходу частин Червоної Армії.

## Відзнаки
Нагороджений орденами Леніна, Червоного Прапора, Вітчизняної війни 1-го ступеня.